# Gene Smith
E. (Ellis) Gene Smith (Ogden, 10 augustus 1936 - 16 december 2010) was een Amerikaans tibetoloog, met als specialisatie Tibetaanse literatuur en geschiedenis.

## Biografie
Smith doorliep studies aan de Adelphi-universiteit in Nassau County, Hobart-universiteit in Geneva, de Universiteit van Utah in Salt Lake City en de Universiteit van Washington in Seattle. In Seattle studeerde hij bij Dezhung Rinpoche en leden van de Sakya Phuntso Phodrang familie die onder auspiciën van de Rockefeller Foundation naar Seattle waren gehaald voor het Far Eastern and Russian Institute. Hij studeerde Tibetaanse cultuur en boeddhisme van 1960-1964 en reisde in de zomer van 1962 naar Europa om andere tibetologen te ontmoeten.
In 1964 behaalde hij zijn doctoraat en reisde naar de Rijksuniversiteit Leiden voor een vervolgstudie Sanskriet en Pali. In 1965 ging hij naar India met een uitstap naar Nepal voor het Foreign Area Fellowship Program (Ford Foundation) om te studeren en leven met vertegenwoordigers van alle scholen van de Tibetaanse religies. In 1968 sloot hij zich aan bij de Library of Congress New Delhi Field Office. Hier begon hij aan een langdurig project: de herdruk van Tibetaanse boeken die door Tibetaanse ballingen waren meegebracht of afkomstig waren uit Tibetaans-sprekende gemeenschappen in Sikkim, Bhutan, India en Nepal. Hij werd directeur van de Library in 1980.
In 1985 werd hij overgeplaatst naar Indonesië en runde hij de Zuidoost-Aziëprogramma's in Jakarta tot 1994, toen hij werd aangesteld bij de LC Middle Eastern Office in Caïro. In 1997 ging hij met pensioen en deed kort werkzaamheden als adviseur voor de Trace Foundation in een project voor Tibetaanse literatuur. In 1999 richtte Smith, samen met Leonard van der Kuijp van de Harvard-universiteit, het Tibetan Buddhist Resource Center (TBRC) op, dat de grootste bibliotheek van Tibetaanse literatuur bevat dat zich buiten Tibet bevindt.